# Gare de Clelles - Mens
La gare de Clelles - Mens est une gare ferroviaire française de la ligne de Lyon-Perrache à Marseille-Saint-Charles (via Grenoble), située sur le territoire de la commune de Clelles, à proximité de celle de Mens, dans le département de l'Isère, en région Auvergne-Rhône-Alpes. Elle est proche notamment, du mont Aiguille, du massif du Vercors et de la commune de Gresse-en-Vercors.
C'est une halte voyageurs de la Société nationale des chemins de fer français (SNCF), desservie par des trains TER Auvergne-Rhône-Alpes. Elle est également desservie par des Cars TER et par un service de Taxi TER pour la desserte d'autres communes proches.

## Situation ferroviaire
Établie à 831 mètres d'altitude, la gare de Clelles - Mens est située au point kilométrique (PK) 187,514 de la ligne de Lyon-Perrache à Marseille-Saint-Charles (via Grenoble) (section à voie unique), entre les gares ouvertes de Monestier-de-Clermont et de Lus-la-Croix-Haute. En direction de Monestier, s'intercale la gare fermée de Saint-Michel-les-Portes, et en direction de Lus, s'intercalent les gares fermées de Percy, de Saint-Maurice-en-Trièves, et du Col de la Croix-Haute-Lalley.
C'est une gare d'évitement, avec une deuxième voie pour le croisement des trains sur une ligne à voie unique. Elle comporte également deux voies de service.

## Histoire
La gare est mise en service par la Compagnie des chemins de fer de Paris à Lyon et à la Méditerranée (PLM) le 29 juillet 1878 lors de la mise en service de la section de Vif à Veynes - Dévoluy (bifurcation du Poteau-Saint-Luc).

## Service des voyageurs

### Accueil
Halte SNCF, c'est un point d'arrêt non géré (PANG) à accès libre. Elle dispose de toilettes aménagées.

### Desserte
Clelles - Mens est desservie par des trains TER Auvergne-Rhône-Alpes sur les relations de :
- Grenoble à Veynes - Dévoluy, ou Gap,
- Grenoble à Clelles - Mens (terminus).

### Intermodalité
Un parc pour les vélos (consignes individuelles en libre accès) et un parking pour les véhicules y sont aménagés.
Elle est desservie, par des cars TER sur les relations de Grenoble à Clelles - Mens et de Vif à Gap. Elle est également desservie par des taxis-TER, service de transport à la demande (TAD), avec les communes de Chichilianne, Lalley, Le Monestier-du-Percy, Le Percy, Saint-Martin-de-Clelles et Saint-Maurice-en-Trièves.

Installations et dessertes de la halte
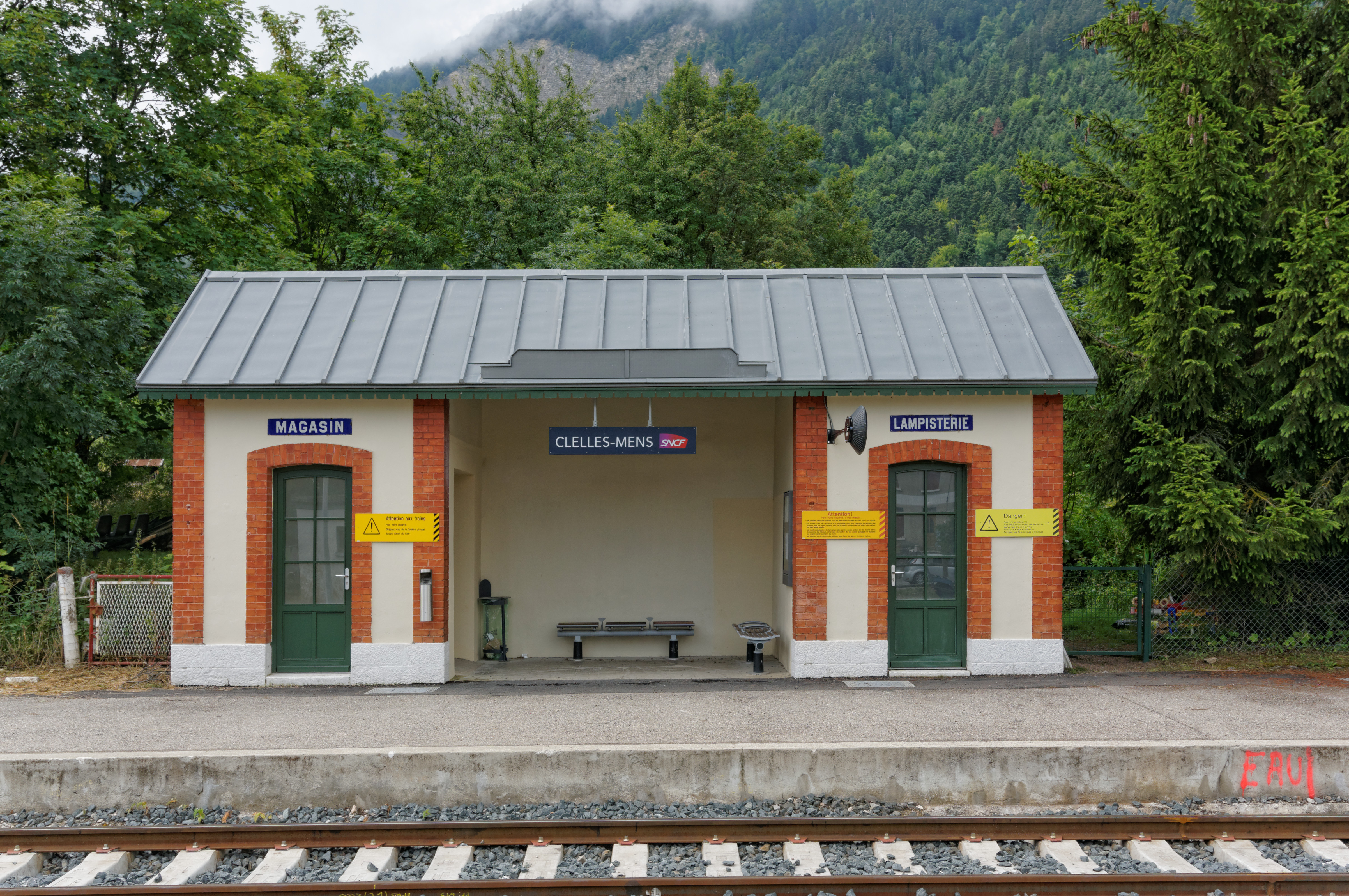
L'abri de quai.
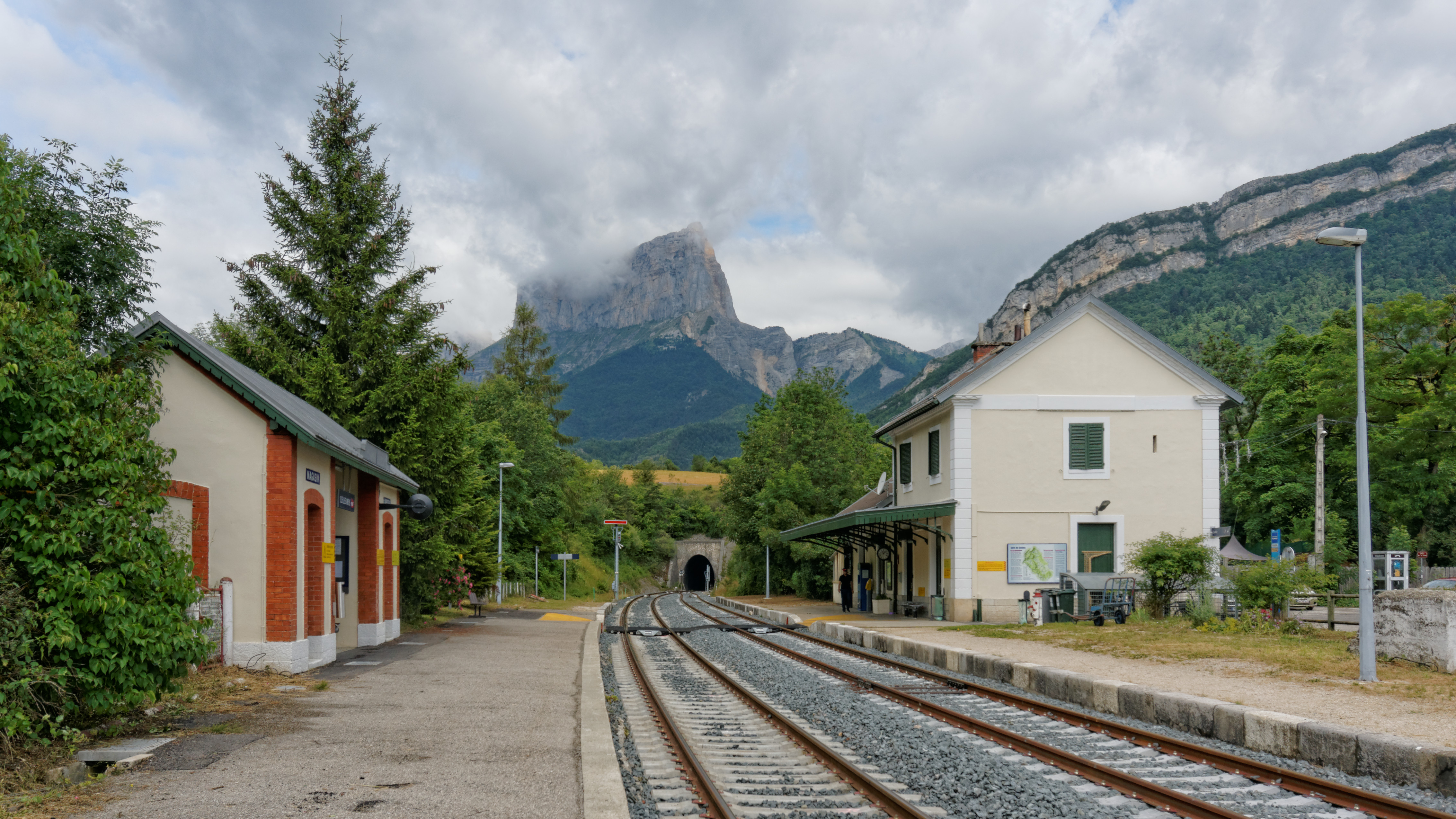
Vue d'ensemble avec le Mont Aiguille.
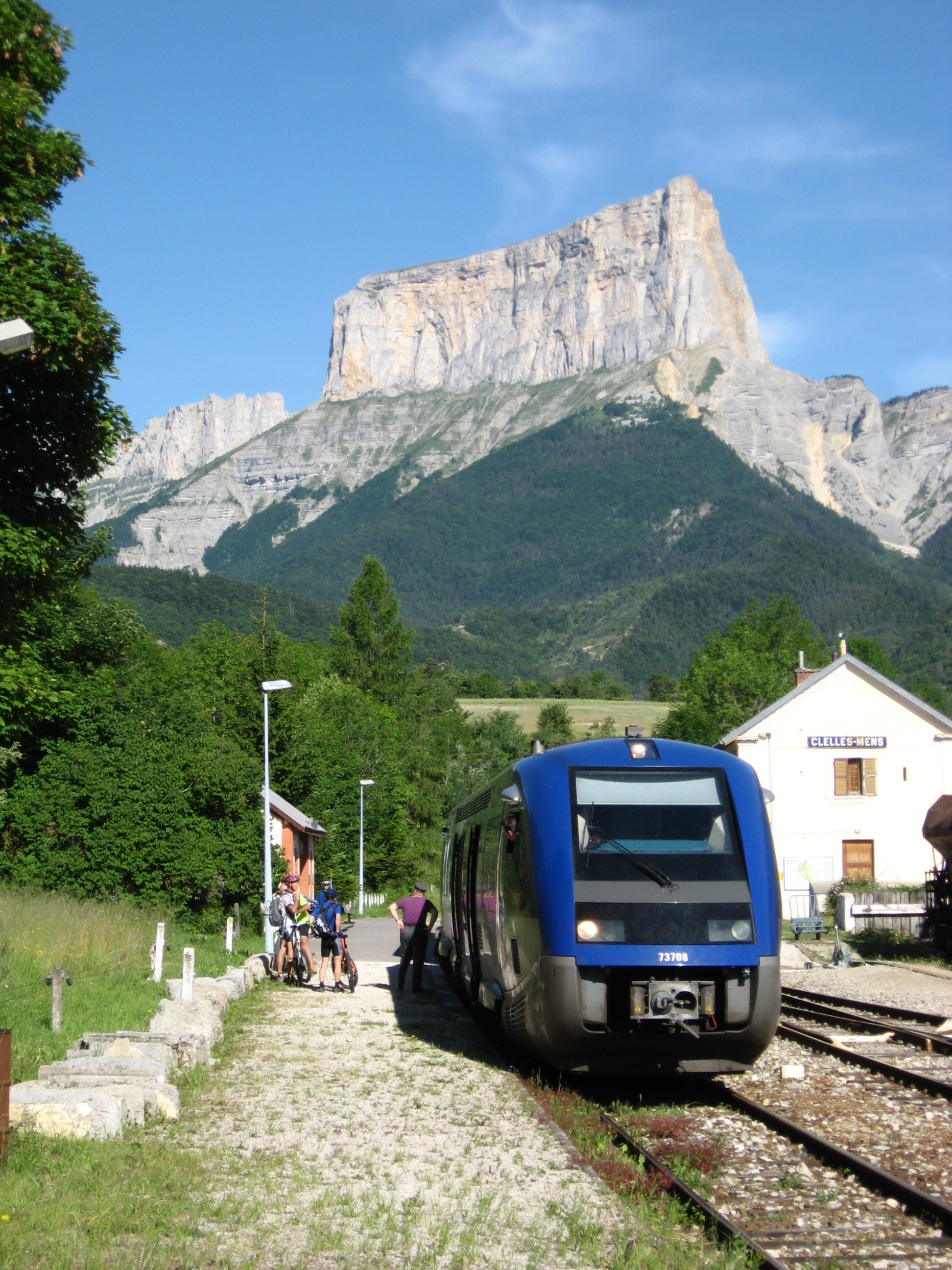
TER.